# 28 giugno
Il 28 giugno è il 179º giorno del calendario gregoriano (il 180º negli anni bisestili). Mancano 186 giorni alla fine dell'anno.

È l'unico giorno dell'anno composto da due numeri perfetti differenti. Il 6 giugno è invece l'unico giorno composto dallo stesso numero perfetto.

## Eventi
- 416 – Il praefectus urbi di Costantinopoli, Urso, organizza degli spettacoli nel teatro della città per celebrare la vittoria di Onorio sull'usurpatore Prisco Attalo;
- 1228 – Federico II parte da Brindisi per la Sesta crociata;
- 1389 – Le forze ottomane sconfiggono quelle dell'alleanza balcanica nella battaglia della Piana dei Merli, aprendo la strada alla conquista ottomana dell'Europa sudorientale (vedi Vidovdan);
- 1519 – Carlo V è eletto imperatore del Sacro Romano Impero;
- 1575 – La coalizione fra i clan Oda e Tokugawa sconfigge il clan Takeda nella battaglia di Nagashino;
- 1635 – Guadalupa diventa una colonia francese;
- 1651 – Inizia la battaglia di Berestečko tra polacchi e ucraini, la più grande battaglia del XVII secolo;
- 1838 – Viene incoronata la regina Vittoria del Regno Unito;
- 1841 – All'Opéra Le Peletier si tiene la prima rappresentazione del balletto Giselle su musiche di Adolphe-Charles Adam;
- 1846 – Adolphe Sax inventa il sassofono;
- 1883 – A Milano, in Via Santa Radegonda, viene inaugurata la prima centrale elettrica europea;
- 1894 – La festa del lavoro diventa festa ufficiale negli Stati Uniti d'America;
- 1914 – Francesco Ferdinando d'Austria-Este e sua moglie Sofia vengono uccisi dal nazionalista serbo Gavrilo Princip; l'episodio diventa il casus belli della prima guerra mondiale;
- 1916 – Rosa Luxemburg e Karl Liebknecht vengono arrestati dopo il fallimento di uno sciopero internazionale e condannati a due anni di reclusione;
- 1919 – Viene firmato il trattato di Versailles, che pone ufficialmente fine alla prima guerra mondiale;
- 1919 – Francia: nasce la Società delle Nazioni a Versailles;
- 1922 – Inizia la guerra civile irlandese;
- 1929 – Avviene la cerimonia di assegnazione della prima Medaglia Max Planck, condivisa dallo stesso Planck insieme ad Albert Einstein;
- 1936 – Viene costituito lo stato fantoccio del Mengjiang, Demchugdongrub alla sua guida;
- 1940 – La Romania cede parte della Bessarabia (l'odierna Moldavia) all'Unione Sovietica;
- 1946 – Enrico De Nicola è eletto capo provvisorio dello Stato italiano;
- 1950 – Seul viene occupata dalle truppe della Corea del Nord;
- 1953 – Joseph Laniel diventa primo ministro di Francia;
- 1960 – Le raffinerie statunitensi a Cuba vengono confiscate e nazionalizzate;
- 1967 – Israele si annette Gerusalemme Est;
- 1969 – A New York inizia la Rivolta di Stonewall: per tre giorni la protesta di gay e transessuali dilaga nel Greenwich Village, il quartiere gay della città;
- 1976 – Un gruppo di terroristi del FPLP dirotta un aereo dell'Air France con 248 passeggeri a bordo;
- 1986 – Il gruppo pop britannico Wham! si esibisce nel proprio concerto d'addio allo Stadio di Wembley;
- 1990 – In un museo di Den Bosch, nei Paesi Bassi, vengono rubati tre dipinti di Vincent van Gogh;
- 1993 – Alessandro Del Piero firma il suo primo contratto professionistico con la Juventus;
- 1997
  - Il pugile Mike Tyson viene squalificato per aver staccato con un morso parte dell'orecchio del suo avversario, Evander Holyfield;
  - Luciano Ligabue tiene il suo primo tour negli stadi, partendo dallo stadio Giuseppe Meazza di Milano;
- 1999 – Il singolo Ura BTTB di Ryūichi Sakamoto è il primo singolo strumentale ad arrivare al primo posto della classifica discografica ufficiale giapponese Oricon[1];
- 2004 – Dopoguerra iracheno: con due giorni di anticipo sul previsto, a causa del clima teso per il susseguirsi di attentati, la CPA, con mossa a sorpresa, cede il controllo del paese al premier Iyad Allawi, ex collaboratore di CIA e MI6;
- 2005 – Papa Benedetto XVI apre il processo di beatificazione di papa Giovanni Paolo II, che si concluderà con la beatificazione il 1º maggio 2011; evento straordinario che un pontefice venga beatificato dal suo successore;
- 2006
  - Il cestista italiano Andrea Bargnani viene scelto come numero 1 dai Toronto Raptors nel draft NBA; è la prima volta nella storia del basket professionistico statunitense che la prima scelta assoluta del draft sia europea;
  - Il Montenegro diventa membro delle Nazioni Unite;
- 2008 – Papa Benedetto XVI, nel bimilennario della nascita di San Paolo, apre lo speciale anno giubilare paolino, nella Basilica di San Paolo fuori le mura, insieme con il Patriarca ecumenico di Costantinopoli, Bartolomeo I;
- 2012 – Viene ritrovato, al largo della Maddalena, il relitto della Roma;
- 2016 – Attentato del 28 giugno 2016 all'Aeroporto di Istanbul-Atatürk.

## Nati
Ci sono circa 1 120 voci su persone nate il 28 giugno; vedi la pagina Nati il 28 giugno per un elenco descrittivo o la categoria Nati il 28 giugno per un indice alfabetico.

## Morti
Ci sono circa 470 voci su persone morte il 28 giugno; vedi la pagina Morti il 28 giugno per un elenco descrittivo o la categoria Morti il 28 giugno per un indice alfabetico.

## Feste e ricorrenze

### Civili
Internazionali:
- Giornata internazionale dell'orgoglio LGBT

Nazionali:
- Ucraina – Giornata della costituzione

### Religiose
Cristianesimo:
- Sant'Ireneo di Lione, vescovo, martire e dottore della Chiesa
- Sant'Argimiro di Cordova, martire
- Sant'Attilio, martire
- Sant'Erlembaldo Cotta, martire
- San John Southworth, sacerdote e martire
- Sante Lucia Wang Cheng, Maria Fan Kun, Maria Qi Yu e Maria Zheng Xu, martiri
- San Lupercio martire
- Santa Maria Du Zhaozhi, martire
- Santi Martiri di Alessandria d'Egitto
- San Paolo I, papa
- San Papino, martire
- Santi Plutarco, Sereno, Eraclide, Erone, Sereno, Eraide, Potamiena e Marcella
- Santa Vincenza Gerosa, vergine, cofondatrice delle Suore di carità delle Sante Bartolomea Capitanio e Vincenza Gerosa
- San Lazar Hrebeljanović, principe (Chiesa ortodossa serba)
- Beato Eimerado eremita, sacerdote
- Beata Maria Pia Mastena, fondatrice
- Beato Pietro de Oriona, mercedario
- Beato Saba Ji Hwang, martire
- Beati Severijan Baranyk e Jakym Sen'kivs'kyj, sacerdoti e martiri